# Mercedes-Benz
A Mercedes-Benz német járműmárka a német Mercedes-Benz Group AG cég számos országban bejegyzett védjegye. Magyarországon a Mercedes-Benz Group leányvállalatának neve Mercedes-Benz Manufacturing Hungary . A cég elsődlegesen személygépkocsikat, tehergépkocsikat, autóbuszokat és beléjük való motorokat gyárt és forgalmaz.

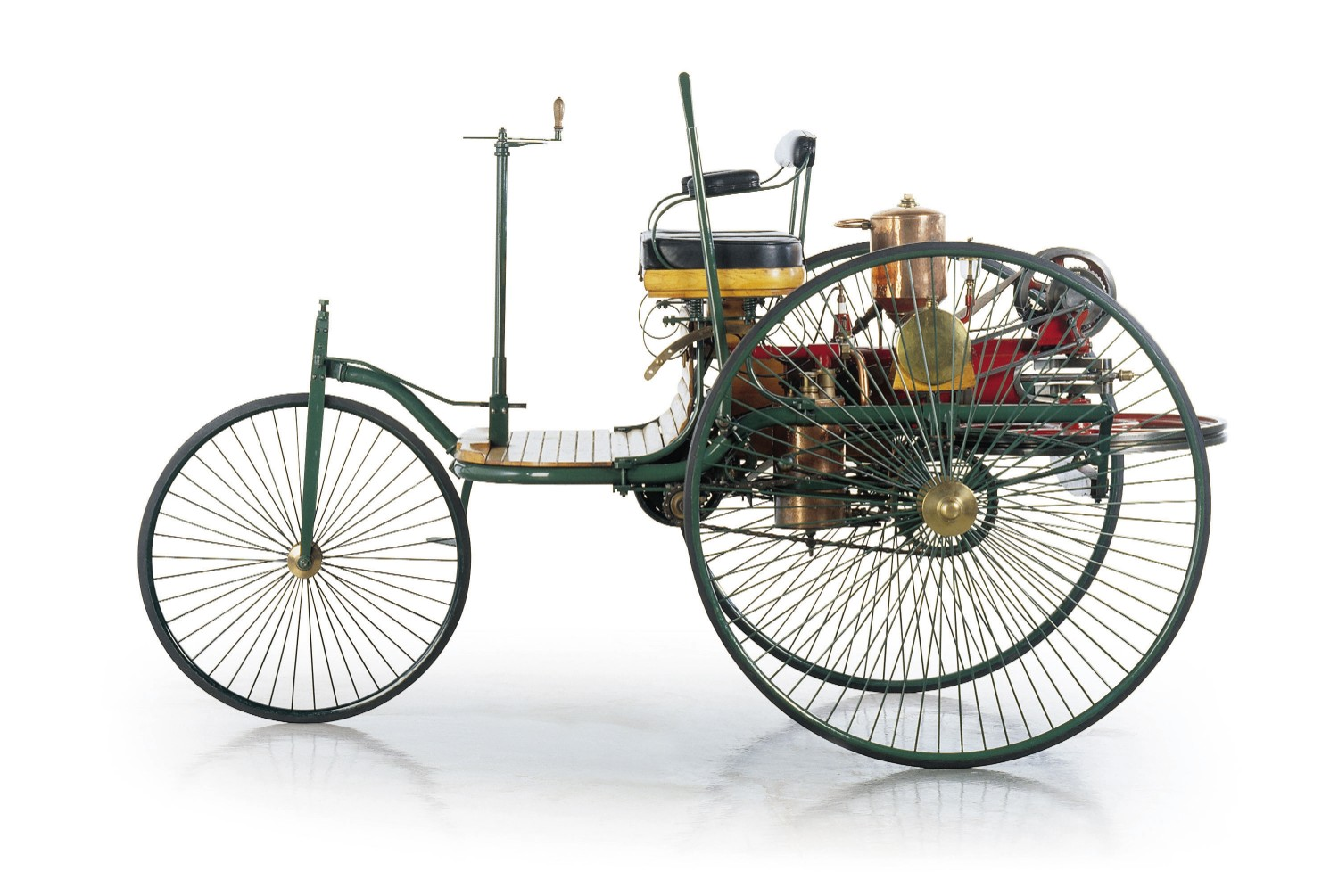
Benz Patent Motorwagen

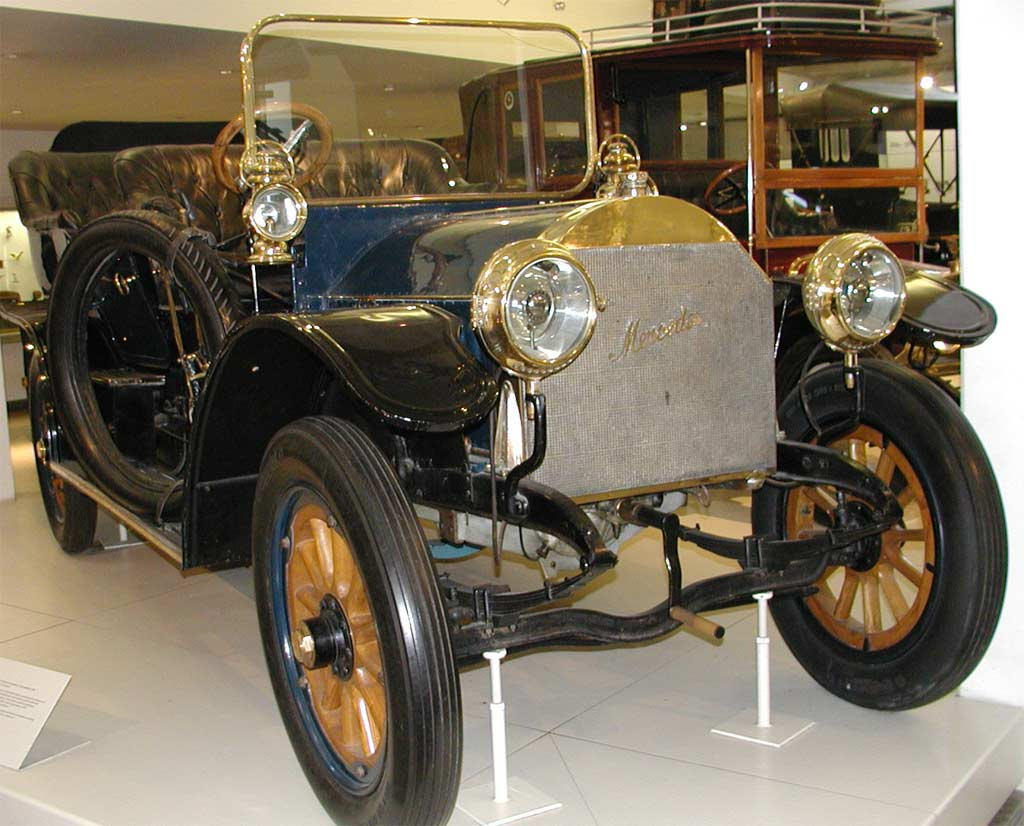
A DMG Mercedes Simplex 1906 a Deutsches Museumban

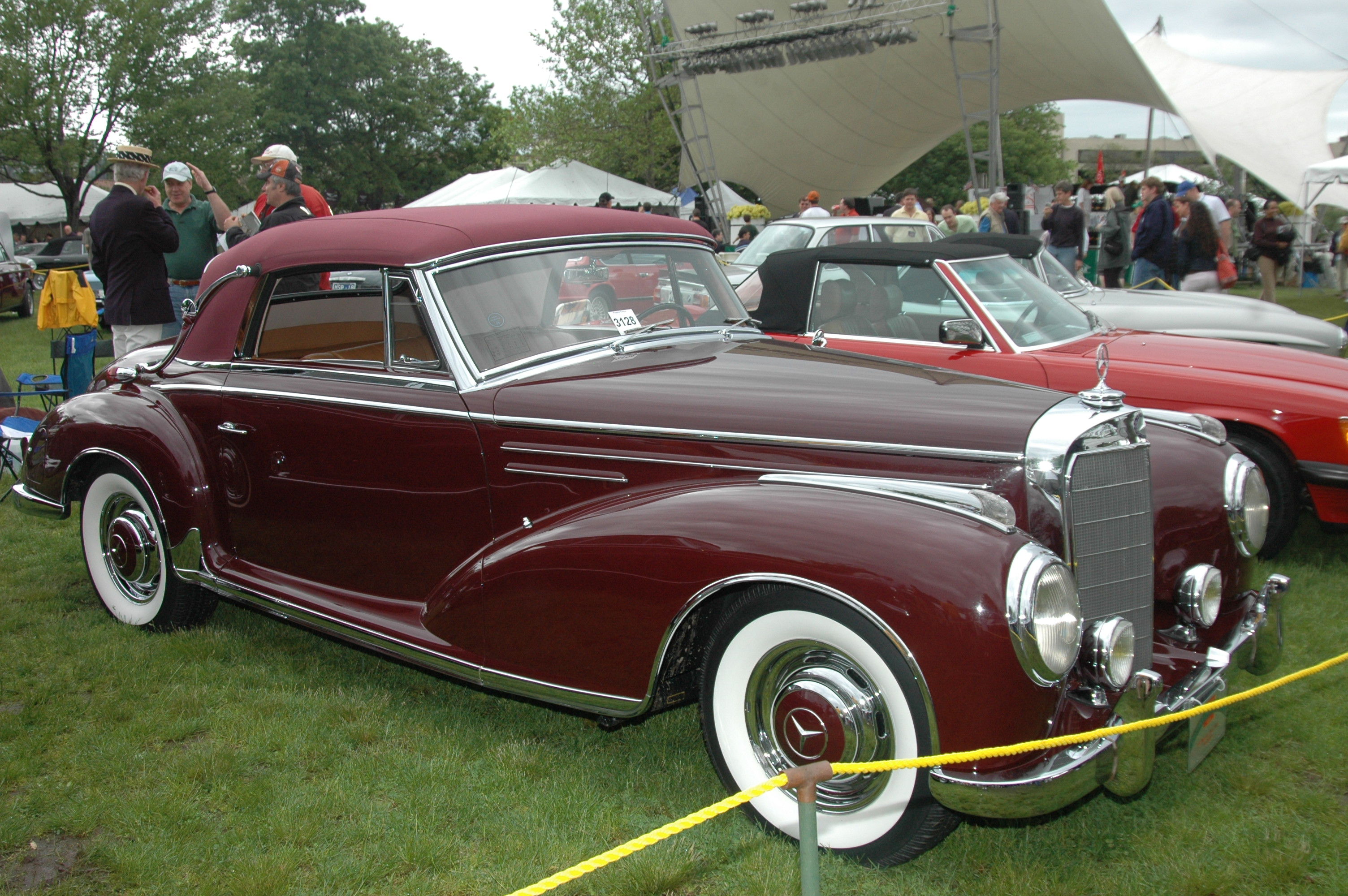
1957 Mercedes-Benz 300Sc Cabriolet

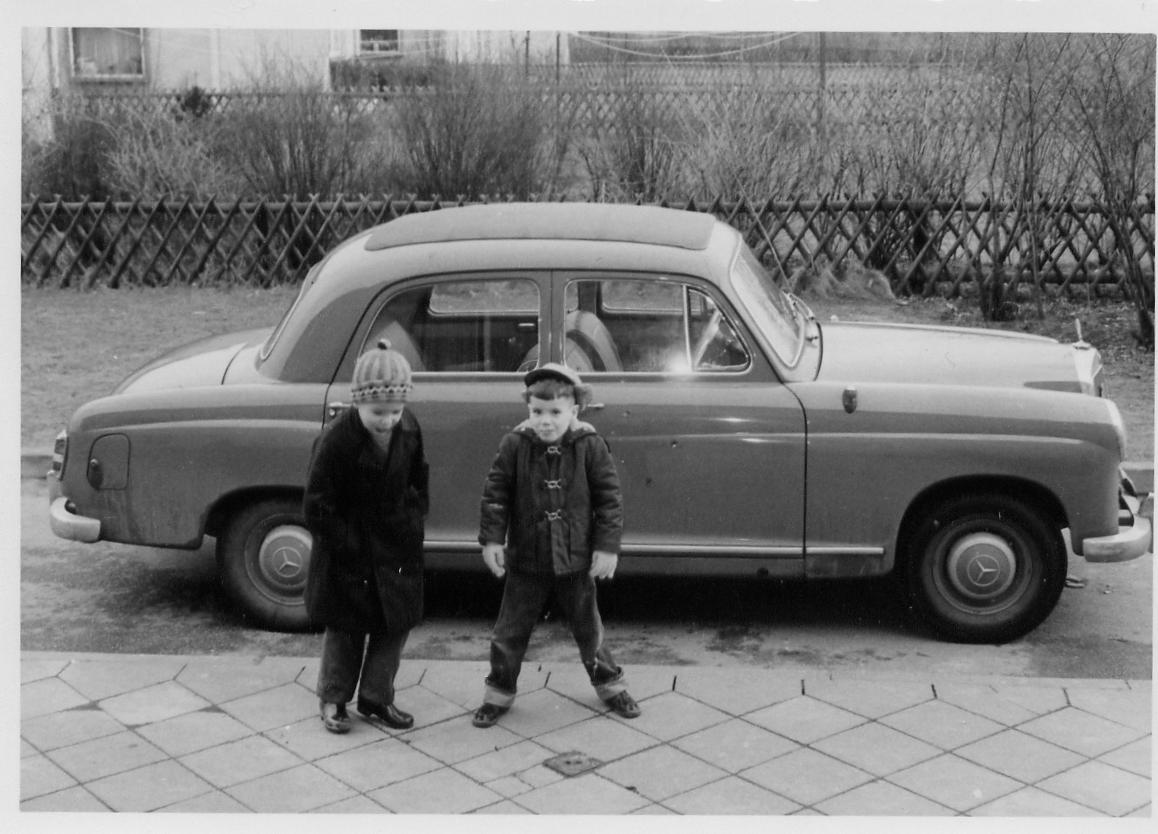
1959 Mercedes-Benz W120 Model 180

## Története

### Előzmények
A cég alapítói lényegében az első működőképes belső égésű járművek megalkotóinak számítanak mert, Karl Benz a felesége, Bertha Benz hozományából 1885-re Benz Patent Motorwagen néven alkotta meg az első Otto-motoros járművet, amit 1886-ban mutatott be. Gottlieb Daimler és Wilhelm Maybach is saját gépkocsit hoztak létre ugyanekkor, mely egy egyedi lovaskocsi átépítésével történt. Nem sokkal később az első motorkerékpár és az első motoros tehergépkocsi is megalkotásra került általuk. Benz neje, Bertha egy ízben pedig maga indult útnak két fiával Mannheimből a 106 km-re lévő Pforzheimbe férje autójával, így a világ első női autóvezetőjévé vált, az út nagy reklámot csinált az akkor új találmánynak. Benz cége később egyesült a kezdetben konkurens Daimler és Maybach cégével, amivel letették a későbbi Mercedes-Benz alapjait.

### A Mercedes 1901 óta
Az 1890-ben alapított Daimler-Motoren-Gesellschaft (DMG) eredetileg nem a Mercedes márkanevet használta járműveik értékesítéséhez. A név csak huszadik század fordulóján született meg Emil Jellinek üzletember ötletére, aki 1898 óta Daimler járművek értékesítésével foglalkozott. Jellinek 1899-től vett részt a nizzai versenyhéten és más motorsport-rendezvényeken Mercedes álnéven, amit a lánya, Mercédès Jellinek neve után választott. 
A „Mercedes” nevet kezdetekben kizárólag versenyzői névként használták, majd a DMG-vel kötött megegyezés után vált ismertté, amikor Jellinek 1900-ban beleegyezett egy új, nagy teljesítményű „Daimler-Mercedes” modellű motor gyártásába. Ekkor használták először a Mercedes márkanevet. Ezzel együtt Jellinek a Daimler autók és motorok értékesítési partnere lett, és ehhez 36 járművet rendelt 550 001 márka értékben, amit később további 36 db 8 lóerős motorral felszerelt Deimler gépjármű követett.
A Mercedes nevet a versenyautókra is kiterjesztették, amikkel sikeresen szerepelt az 1901-es nizzai versenyhéten, így ismeretségük egyre nőtt. 1902. június 23-án a Mercedes márkanevet a DMG számára jogilag levédették. A Mercedes-csillagot 1909-ben jegyezték be védjegyként, és 1910-től hűtőrács-szimbólumként is használták, kezdetben még a csillag körüli gyűrű nélkül.

### Fúzió a Daimler-Benz AG megalakításával
A Daimler-Motoren-Gesellschaft 1926-ban egyesült a Deutsche Bank vezetésével a versenytárs Benz & Cie-vel, melynek gépkocsija már 1886-ban "Benz" néven szerepelt, és megalapította a Daimler-Benz AGt. Ennek eredményeként jött létre az új Mercedes-Benz márkanév, s ugyanabban az évben Mercedes csillag logóval is levédték. 
Az 1930-as években a legendás Ezüst Nyilak formálták a márka imázsát az Auto Union versenyében. A Mercedes-Benz felső- és luxuskategóriájú modelleket gyártott a személygépkocsik szektorában, és vezető helyet foglalhatott el itt. 
A háború utáni években az autók gyártását csak 1947-ben kezdték újra. Az előző számokat gyorsan elérték. A termékek világszerte szintén sikeresek voltak a további külföldi gyártási lehetőségeknek köszönhetően. Különösen fontos volt az amerikai piac, mely az 1960-as évek eleje óta a Mercedes-Benz legnagyobb külföldi piacává vált. Az nyolcvanas évek végén a Mercedes-Benznek a BMW-vel és később az Audival, valamint az amerikai piacon a Lexusszal alakult ki komoly versenye. Ennek ellenére a Mercedes-Benz sikeresen megőrizte pozícióját a világpiacon, 2012-ben és 2013-ban rekordértékesítést ért el (1 461 680 eladott autóval). Repülőgép-motorokat időnként Mercedes-Benz márkanév alatt is gyártották. A személyautók kezdetben főleg felső, közép és sportkocsi kategóriákban voltak jelen, de szintén a nyolcvanas évektől nyitottak az alacsonyabb kategóriák felé, ami a későbbi évtizedekben további kisebb, terepjáró és SUV kategóriákkal bővült.
A sikeres, minőségi járműveket gyártó és sokféle innovációt felmutató cég száz év alatt az egyik legnagyobb presztízsmárkává nőtte ki magát, aminek személyautói gyakran váltak státuszszimbólumokká. Ezen kívül a buszok és teherautók piacán is az egyik legmeghatározóbb szereplővé vált.

## A logó története

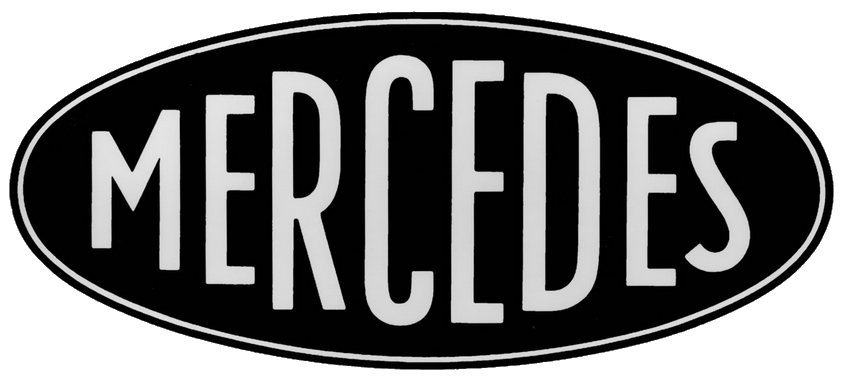
1902
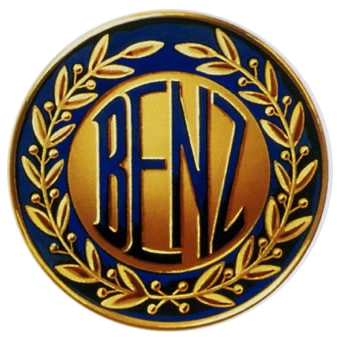
1909
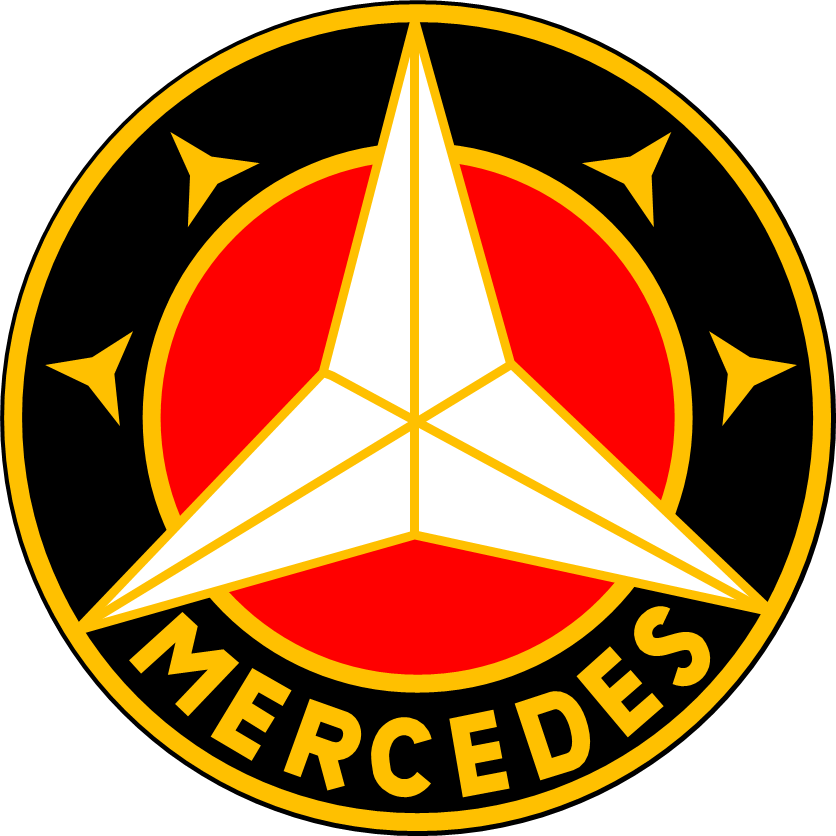
1916
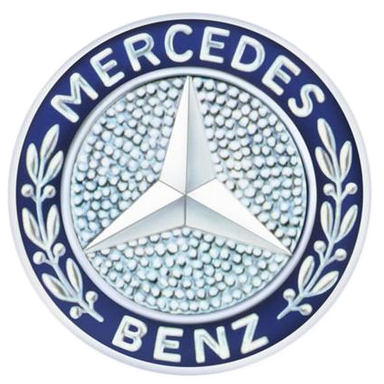
1926
1933
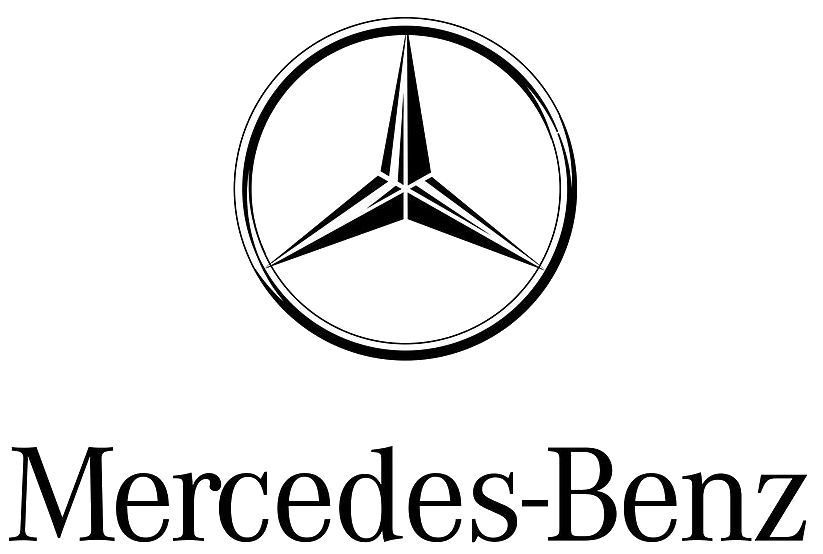
1997

## Motorsport
A Mercedes-Benz régóta foglalkozik az autósporttal, beleértve a Formula–1-et is. Az 1930-as években nagy sikert ért el az „Ezüst Nyilakkal” Alfred Neubauer vezetésével. A háború után Juan Manuel Fangio megnyerte a Formula–1-es világbajnokságot egy Mercedes-Benz W 196-tal, 1954-ben és 1955-ben. 
1955-ben véget ért a Daimler-Benz elkötelezettsége a motorsportban, az első 24 órás verseny Le Mans utáni, súlyos baleset következtében (84 haláleset). Csak 1988-ban tért vissza a cég a versenyezéshez. A Formula–1-ben a Mercedes-Benz és a McLaren 1995-től megalakította a McLaren-Mercedes csapatát. A motorokat az Ilmor vagy a Mercedes leányvállalata, a Mercedes-Benz High Performance Engines gyártotta. 1998-ban és 1999-ben Mika Häkkinen és 2008-ban Lewis Hamilton a Formula–1 világbajnoka lett egy McLaren-Mercedesben. 
2009. november 16-án a Daimler AG bejelentette, hogy átveszi a csapatrészvények 75,1%-át a Brawn GP-ben, amely ugyanabban az évben először versenyzett, és megnyerte a versenyzők és a kivitelezők világbajnokságát Mercedes motorokkal. Azóta a versenyző csapat Mercedes Grand Prix (2011-ig) vagy Mercedes AMG F1 Team (2012-es szezontól) néven versenyzett, mint Mercedes dolgozó csapat, német zászló alatt. A csapat hivatalos székhelye a Daimler stuttgarti központja. A csapat úgy működött, mint elődje, az angliai Brackley-ből származó Brawn GP. A Brawn GP megszerzése során a Mercedes-Benz befejezte kizárólagos partnerségét a brit McLaren Grouppal, és eladta 40 százalékos részesedését.
2014 és 2019 között a csapat egymás után hatszor nyert: mind a konstruktőri, mind a pilótabajnokság terén (Lewis Hamilton 2014-ben, 2015-ben és 2017-2019-ben, valamint Nico Rosberg 2016-ban).
A 2018-as szezon végén a Mercedes csapata 18 év után elhagyta a DTM-et.

## Modellek

### Fontosabb népszerű modellek
(A „C, E, S” stb. „osztályok” csak 1993 óta hivatalos elnevezések)
- 1928: SSK, a legendás versenyautó
- 1930: 770 "Grosser Mercedes" reprezentációs autó
- 1934: 500 K
- 1936: 260 D a világ első szériagyártású dízelmotoros személygépkocsija
- 1938: W195 sebességrekorder autó
- 1953: "Ponton" modellek
- 1955: 300 SLR versenyautó
- 1954: 300SL "Gullwing" vagy "sirályszárnyú" Mercedes
- 1959: "fecskefarkú" modellek
- 1960: 220SE Cabriolet
- 1963: 600 "Grand Mercedes"
- 1965: S osztály
- 1966: 300SEL 6.3
- 1969: C111 kísérleti autó
- 1972: Mercedes-Benz W107 350SL
- 1974: 450SEL 6.9
- 1974: 240D
- 1975: 280
- 1976: 300D
- 1979: 500SEL és az első G osztály
- 1983: 190E 2.3-16
- 1986: első E osztály
- 1993: első C osztály
- 1995: a 'Mercedes-Benz' és az 'AMG' első közös autója
- 1995: Mercedes-Benz SL73 AMG a legnagyobb Mercedes-Benzbe épített motor, egy 7,3 literes V12-es
- 1996: Mercedes-Benz SL60 AMG nagyon ritka 6 literes V8-as, 408 LE, 0–100 km/h 5,1 s alatt
- 1996: Mercedes-Benz RENNtech E7.4RS| a világ leggyorsabb utcai szedánja
- 1997: Mercedes-Benz M osztály
- 1997: Mercedes-Benz A osztály
- 1998: Mercedes-Benz CLK GTR
- 1991: 600SEL
- 2004: Mercedes-Benz CLK DTM AMG
- 2004: Mercedes-Benz SLR McLaren
- 2004: Mercedes-Benz CLS
- 2007: E320 és GL320 Bluetec

### Tanulmányautók
- 1978 Mercedes-Benz C111 – Wankel-motoros sportautó, egyben kísérleti modell[4][5]
- 1981 Mercedes-Benz Auto 2000 – négyajtós szedán[6]
- 1986 Mercedes-Benz NAFA – mikroautó[7]
- 1991 Mercedes-Benz C112 – sportautó, egyben technológiai tesztautó[8]
- Mercedes-Benz F 100 – 1991-ben bemutatott egyterűtanulmány[9]
- Mercedes-Benz F 200 Imagination – 1996-ban bemutatott kétajtós kupé a Paris Motor Show-n
- Mercedes-Benz F 300 Life Jet – háromkerekű autó-motor hibrid 1997-ből a Frankfurt Motor Show-n
- 1999 Mercedes-Benz Vision SLR – a Mercedes-Benz SLR McLaren prototípusa, 1999-ben mutatták be a North American International Auto Show-n
- Mercedes-Benz Vision SLA – a Vision SLR kabrió változata, 2000-ben mutatták be a North American International Auto Show-n
- Mercedes-Benz F 400 Carving – kétüléses roadster 2002-ből a Tokyo Motor Show-n
- Mercedes Benz F 500 Mind – 2003-as csapottvégű szedán a Tokyo Motor Show-n
- Mercedes-Benz F 600 HYGENIUS – kompakt üzemanyagcellás autó, 2005-ös kiadás a Tokyo Motor Show-n
- Mercedes-Benz Bionic – 2005-ben a DaimlerChrysler Innovation Symposiumon Washingtonban bemutatott modell, egy hal formáját másolja
- Mercedes-Benz Ocean Drive – négyajtós kabrió
- Mercedes-Benz Concept EQG – 2021-es G osztályon alapuló elektromos meghajtású terepjáró

### Autóbuszok
A cég 1895-ban a világ első motorikus buszát alkotta meg. Az 1950-es évektől jelentek meg kifejezetten busznak készült járművei, ennek első mérföldköve az O6600 H típus lett, de emlékezetes modellek voltak még az O3500, az O321 H, az O302, az O303 és az O404. Sok verzióban készültek még buszok és nem csak Németországban, hanem brazil, argentin és török érdekeltségekben is.
1995-ben a Mercedes buszos részlege és a Setra közös cégbe fuzionáltak, ez lett az EvoBus GmbH. 1994-től a Mercedes buszai elnevezéseket kaptak a gyári típuskódok helyett (ezt aztán a haszongépjárművekre is átvezették). Az első ilyen busz a Tourismo lett, ezt követték a Cito, Citaro, Integro, Intouro és Travego típusok. Sokféle buszalváz is készült a cégnél, amik modulárisan kívánság szerint alakíthatók.
A Citaro és a Conecto a legelterjedtebb városi típuscsaládok közé tartozik. Ezek igény szerint alacsonypadlós vagy alacsony belépésű buszok, melyekben a motor a jármű végében álló vagy fekvő helyzetben kap helyet. A típuscsaládoknak vannak szóló, midi és csuklós tagjai. Az ajtók száma a megrendelő igényeitől függ. A midi buszokon 2 db, szóló buszokon 2-3 db, a csuklós buszokon 3-4 db ajtó található. 
Buszverziót a Mercedes-Benz Sprinterből és a T2 második generációjából is csináltak, utóbbit Vario néven, ezek jellemzően egyajtós kivitelűek.

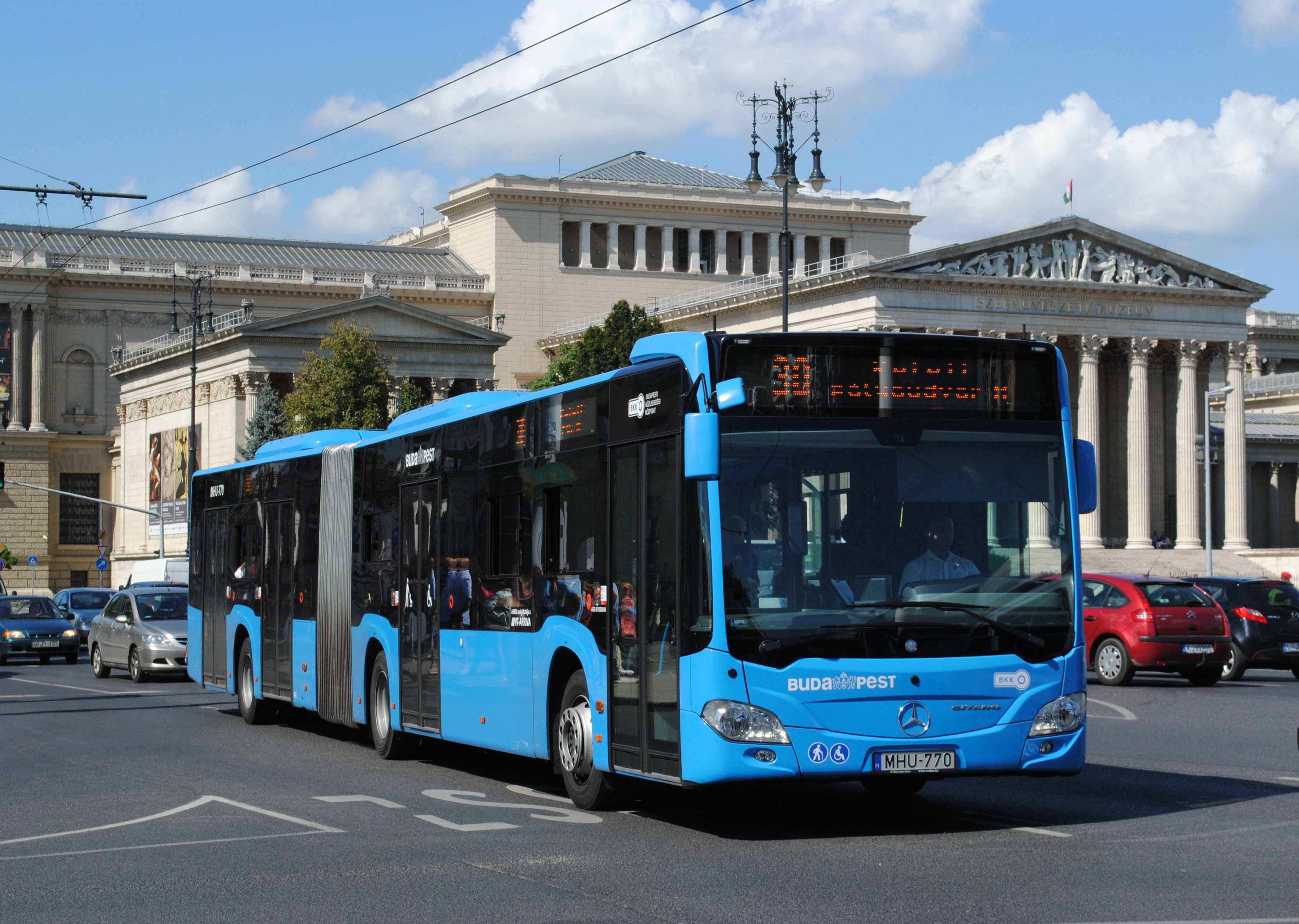
Citaro G Budapesten, az ArrivaBus állományában
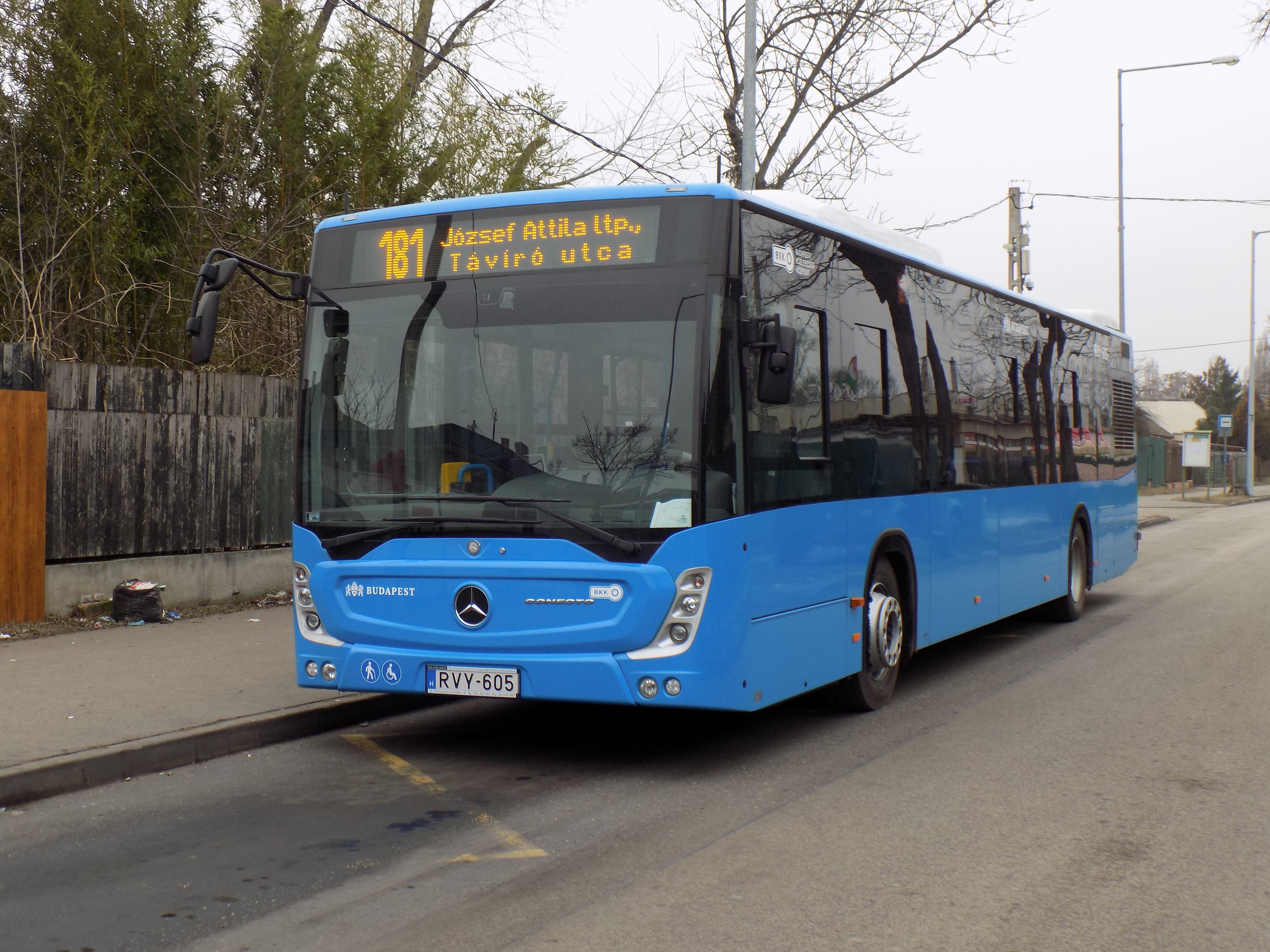
Conecto Budapesten, a BKV állományában
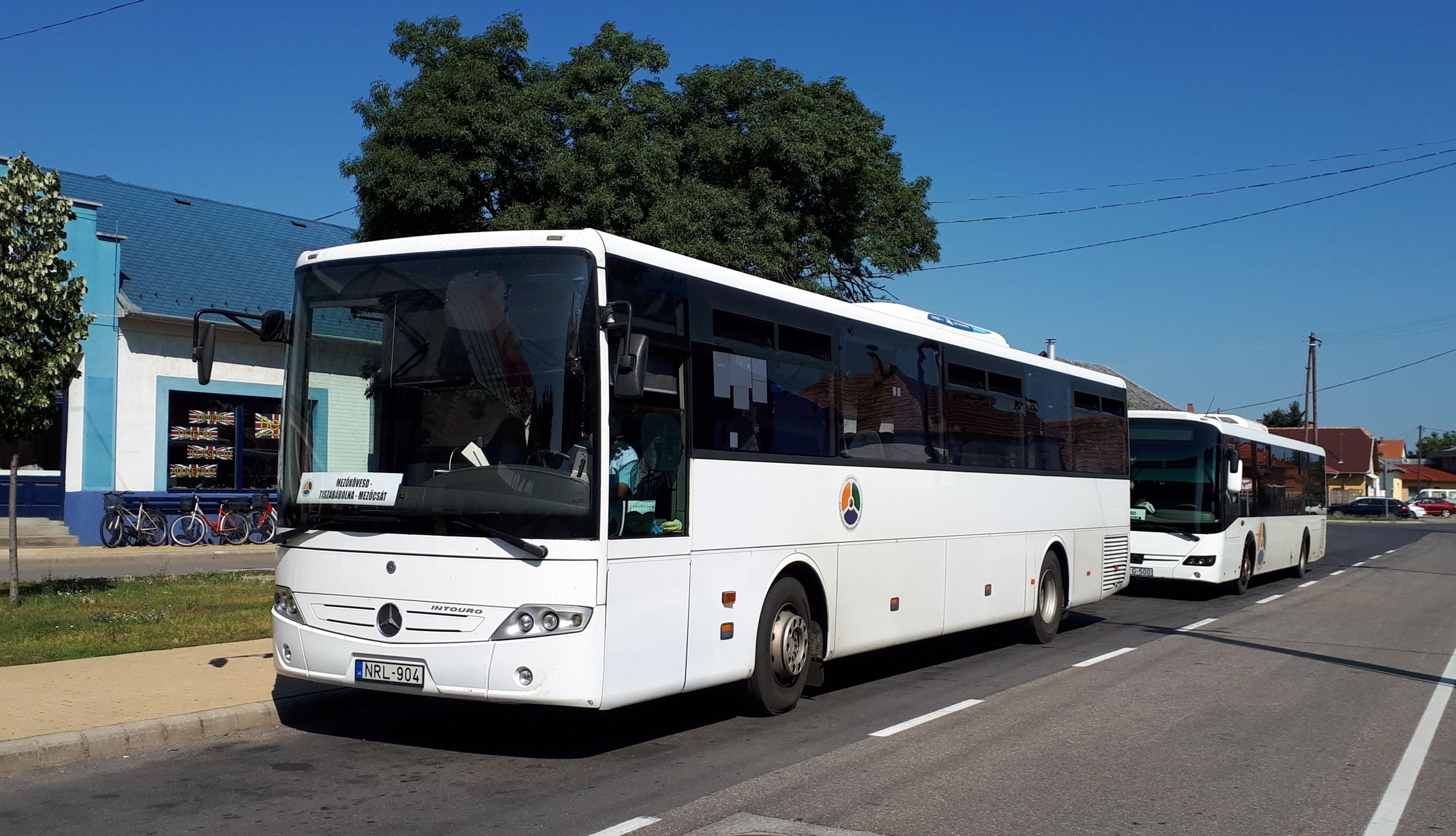
Intouro Mezőkövesden, az ÉMKK állományában
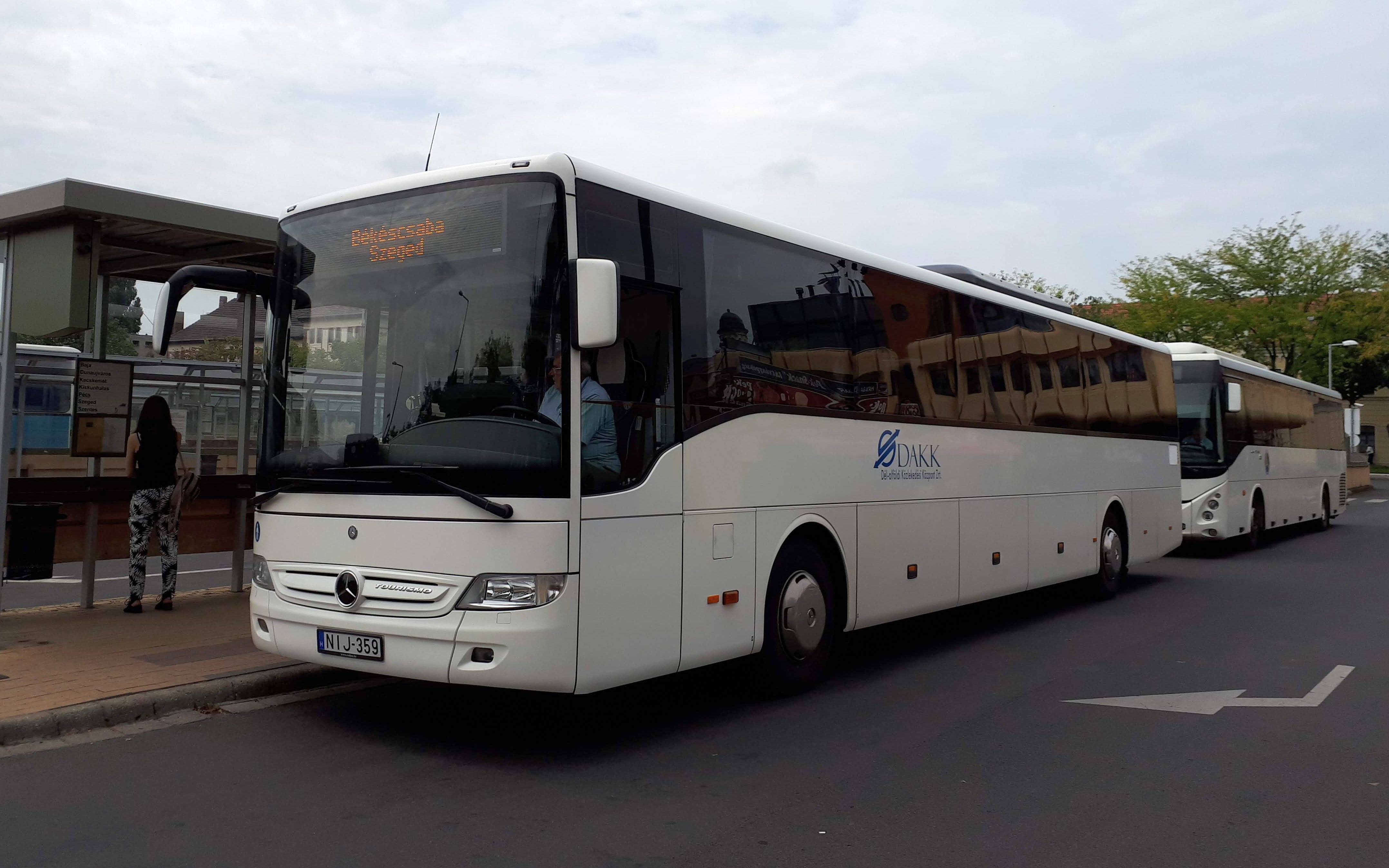
Tourismo Békéscsabán, a DAKK állományában

### Katonai járművek
- Mercedes-Benz G osztály; katonai célra a Mercedes több más haszongépjárművéből is készült variáns.

### Kisteherautók
- Mercedes-Benz TN/T1
- Mercedes-Benz T2
- Mercedes-Benz MB 100
- Mercedes-Benz (LN)LK
- Mercedes-Benz Vito
- Mercedes-Benz V osztály
- Mercedes-Benz Viano
- Mercedes-Benz Vaneo
- Mercedes-Benz X osztály
- Mercedes-Benz Sprinter

### Kamionok
- Mercedes-Benz L – mindenféle kategória 1926 és 1973 között
- Mercedes-Benz NG
- Mercedes-Benz SK
- Mercedes-Benz Actros
- Mercedes-Benz Atego
- Mercedes-Benz Axor
- Mercedes-Benz Antos
- Mercedes-Benz Econic
- Mercedes-Benz Arocs
- Mercedes-Benz Zetros

#### Dél-Amerikai típusok
- Mercedes-Benz Atron
- Mercedes-Benz Accelo

### Speciális jármű
- UNIMOG
- MB Trac

## Fordítás
- Ez a szócikk részben vagy egészben  a   Mercedes-Benz című német Wikipédia-szócikk ezen változatának fordításán alapul.  Az eredeti cikk szerkesztőit annak laptörténete sorolja fel. Ez a jelzés csupán a megfogalmazás eredetét és a szerzői jogokat jelzi, nem szolgál a cikkben szereplő információk forrásmegjelöléseként.

### Magyarul
- Harry Niemann–Susanne Hogl–Peter Aldenrath: A Mercedes-sztori. Egy siker története; ford. Rónaszegi Éva; Tessloff és Babilon, Budapest, 1999 (Mi micsoda)
- Bancsi Péter: Mercedes-Benz; 3. bőv. kiad.; Nagykönyv, Nyíregyháza, 2018 (Híres autómárkák)
- Bancsi Péter–Bíró Imre: Nagy Mercedes-Benz könyv; Nagykönyv, Nyíregyháza, 2005 (Nagy képes autótörténelem sorozat)
- Bancsi Péter–Benedek Attila: Német autók. Audi, BMW, Maybach, Mercedes-Benz, Opel, Porsche, Volkswagen; Nagykönyv, Nyíregyháza, 2008
- Simon Weber: Ezüstnyilak. Mercedes-Benz Motorsport; Ad Librum, Budapest, 2012
- Mercedes-Benz Classic Magyarország. 10 éves jubileumi kiadvány; szerk. Ocskay Zoltán; Oldtimer Média, Budapest, 2013